# Albert Theer
Albert Theer (* 15. Oktober 1815 in Johannesberg; † 30. August 1902 in Wien) war ein österreichischer Maler und Lithograf.

## Leben
Albert Theers Eltern waren der Edelsteinschneider Joseph Theer und die Kunststickerin Thekla Theer. Er hatte zwei ältere Brüder, Adolf Theer und Robert Theer, die ebenfalls als Maler und Lithografen tätig waren. Die Familie zog 1820 von Johannesberg in Schlesien nach Wien.
Dort besuchte Albert Theer von 1827 bis 1832 die Graveur- und Erzverschneidungsschule der Akademie der bildenden Künste Wien. Er wurde 1830 mit dem Gundel-Preis ausgezeichnet. Er nahm erstmals 1834 an einer der öffentlichen Ausstellungen der Akademie teil. Theer heiratete 1838 Karoline von Perger, eine Schwester des Malers Anton von Perger. Das Paar hatte mehrere Kinder, darunter Julius Theer, der ebenfalls eine Laufbahn als akademischer Maler einschlug, aber schon jung an Lungentuberkulose starb. Albert Theers letzte Ausstellung war eine des Österreichischen Kunstvereins im Jahr 1855. Er war noch lange danach als Künstler tätig.
Albert Theer überlebte seine beiden Brüder um Jahrzehnte. Bis er 1902 im Alter von 86 Jahren starb, galt er als letzter lebender Vertreter der Alt-Wiener Miniaturmalerei. Er wurde auf dem Wiener Zentralfriedhof bestattet. Die Theergasse in Wien-Meidling wurde 1930 wahrscheinlich nach ihm und seinem Bruder Robert benannt. Seine letzte Ruhestätte ist seit 1969 ein ehrenhalber gewidmetes Grab mit Inobhutnahme durch die Stadt Wien.

## Werk

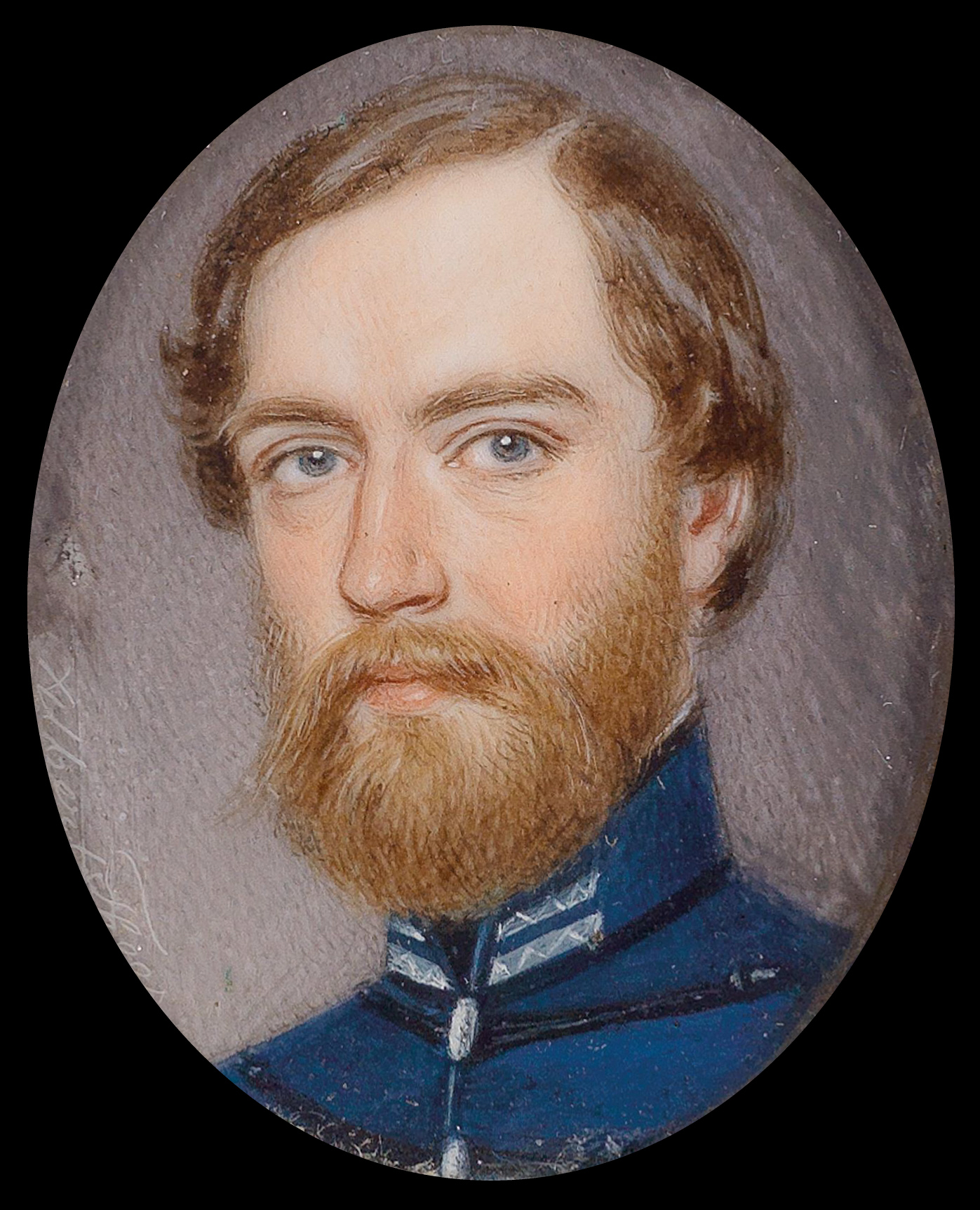
Bildnis des Grafen Josip Jellasic in Uniform von Albert Theer, Aquarell auf Elfenbein

Albert Theer malte seine Miniaturbilder in der Regel als Aquarelle auf Elfenbein. Er war stark von Moritz Daffinger beeinflusst. Seine Motive waren Porträts privater Auftraggeber und bekannter Persönlichkeiten. Er wirkte auch als geschätzter Kopist, beispielsweise von Werken von Raffael, Thomas Lawrence und Franz Xaver Winterhalter. Daneben schuf er Lithografien und Ölgemälde.